# 명인방법
명인방법(明認方法)은 나무의 껍질을 벗겨 먹이나 페인트로 이름을 쓰거나 귤밭에 새끼줄을 두르고 푯말을 세워 귤을 매수하였음을 공시하는 등의 공시방법을 말한다. 명인방법은 예로부터 인정된 관습법상의 공시방법이다.

## 판례

### 토지에 부합
- 입목에 관한 법률에 따라 등기된 입목이나 명인방법을 갖춘 수목의 경우에는 독립하여 거래의 객체가 되므로 명의방법을 갖추지 않는한 토지에 부합된다.[1]

### 소유자의 표시
지상입목에 대한 소유권을 양도하는 경우, 그 부합토지와 함께 양도하는 경우가 아니라면, 입목에 관한 법률에 의하여 등기하거나 명인방법을 갖추어야만 그 입목에 관한 소유권이전의 효력이 발생하는 것이다. 명인방법은 지상물이 독립된 물건이며 현재의 소유자가 누구라는 것이 명시되어야 하므로, 법원의 검증당시 재판장의 수령 10년 이상된 수목을 흰 페인트칠로 표시하라는 명에 따라 측량감정인이 이 사건 포푸라의 표피에 흰 페인트칠을 하고 편의상 그 위에 일련번호를 붙인 경우에는, 제3자에 대하여 이 사건 포푸라에 관한 소유권이 원고들에게 있음을 공시한 명인방법으로 볼 수 없다 토지의 주위에 울타리를 치고 그 안에 수목을 정원수로 심어 가꾸어 온 사실만으로는 명인방법을 갖추었다고 보기 어렵다.

### 특정성
- '특정한 임야 중의 입목 일정 수량'과 같이 특정이 안된 입목을 매수한 경우에는 비록 명인방법인 게시판을 부착시켰을지라도 매수한 입목의 소유권 취득을 위한 공시방법을 갖추었다고 볼 수 없다[4].
- 집달관의 공시문을 붙인 팻말의 설치가 확인판결의 집행행위로서는 적법시될 수 없으나 입목에 대한 명인방법으로서 유효하다[5].
- 입목에 새끼줄을 치고, 또는 철인으로 ○표를 하고 요소에 소유자를 표시하면 입목에 대한 명인방법으로 인정할 수 있다[6]

## 참고 문헌
- 이상태, 《물권법》 법원사, 2009. ISBN 9788991512429

## 같이 보기
- 대한민국 민법 제186조 부동산물권변동의 효력
- 대한민국 민법 제187조 등기를 요하지 아니하는 부동산물권취득